# Залишайся
Залишайся — трилер 2005 року.

## Сюжет
Страждаючий від суіцідальної ідеації та параноїдальних думок студент Генрі Літем розповідає психіатрові Сему Фостеру про те, що накладе на себе руки в суботу опівночі. Не бажаючи допустити загибелі Генрі, Сем вирішує зробити все від нього залежне, щоб позбавити парубка від нав'язливої ідеї. Він вирушає разом з ним в подорож по місту, в ході якого і сам поступово починає занурюватися в кошмарні ілюзії пацієнта, разом з ним балансуючи на тонкій грані між життям і смертю.